# Schotervlieland
Schotervlieland is een buurt in de Haarlemse wijk Ter Kleefkwartier in stadsdeel Haarlem-Noord. De buurt wordt begrenst door de Planetenlaan, Van Nestraat en de Rijksstraatweg en vormt daardoor een driehoek. 
De buurt is vernoemd naar de historische ambachtsheerlijkheid Schotervlieland.